# 46. Internationale Sechstagefahrt

Veranstaltungsort Isle of Man der 46. Internationalen Sechstagefahrt

Die 46. Internationale Sechstagefahrt war ein Motorrad-Geländesportwettbewerb, der vom 20. bis 25. September 1971 auf der Isle of Man stattfand. Die Veranstaltung wurde zudem zum ersten Mal als offizielle Mannschaftsweltmeisterschaft ausgetragen.
Die Nationalmannschaften der ČSSR konnten zum insgesamt neunten und gleichzeitig zweiten Mal in Folge die Trophy-Wertung sowie zum insgesamt zwölften und gleichzeitig zweiten Mal in Folge die Silbervasenwertung gewinnen.

## Wettkampf

### Organisation
Die Kronbesitzung Isle of Man trug die Veranstaltung zum zweiten Mal aus, nachdem bereits die 40. Internationale Sechstagefahrt 1965 hier stattgefunden hatte.
Für den Wettkampf waren 300 Fahrer von 19 Motorsportverbänden der FIM gemeldet. Um die Trophy-Wertung fuhren Mannschaften aus zehn Nationen. Zudem waren 21 Silbervasen-, 35 Fabrik- und 26 Club-Mannschaften am Start.
Die BRD und DDR nahmen jeweils an der World Trophy sowie mit zwei Silbervasenmannschaften teil. Die Schweiz nahm an der World Trophy teil. Fahrer aus Österreich waren nicht am Start.
Es waren insgesamt 1713,7 Kilometer Strecke zu bewältigen.

### 1. Tag
Von den 300 gemeldeten Fahrern nahmen 297 den Wettkampf auf. Die Strecke war 306,9 Kilometer lang und führte von Douglas nach Nordosten ins Hochland. Das Wetter war spätsommerlich und niederschlagsfrei. Nebel und Wolken im Hochland lösten sich gegen Mittag auf.
Die zwei Sonderprüfungen waren eine Beschleunigungsprüfung über 200 Meter und eine 5 Kilometer lange Geschwindigkeitsprüfung.
In der Trophy-Wertung führte die Mannschaft der ČSSR, vor der Mannschaft der BRD und der DDR-Mannschaft. Die Schweizer Mannschaft lag auf dem 8. Platz.
Bei der Silbervasenwertung führte die A-Mannschaft der ČSSR vor der B-Mannschaft der BRD und der B-Mannschaft der ČSSR.
24 Fahrer schieden aus dem Wettbewerb aus.

### 2. Tag
Die Strecke des zweiten Tages führte über die auf 295 Kilometer geringfügig verkürzte Strecke des Vortags und wurde in entgegengesetzter Richtung gefahren. Das Wetter war niederschlagsfrei.
Die Sonderprüfungen waren identisch des Vortags.
In der Trophy-Wertung führte die Mannschaft der BRD, vor der ČSSR und der Mannschaft der DDR. Die Schweizer Mannschaft rutschte auf den 9. Platz ab.
Bei der Silbervasenwertung führte die A-Mannschaft der vor der B-Mannschaft der ČSSR und der B-Mannschaft Italiens.
19 Fahrer schieden aus dem Wettbewerb aus.

### 3. Tag
Der zweimal zu durchfahrende Rundkurs führte von Douglas in den Nordwesten. Gesamtlänge: 305,8 Kilometer. Das Wetter war weiter spätsommerlich und sonnig.
An Sonderprüfungen waren eine Beschleunigungsprüfung und eine 5 km lange Geländeprüfung zu absolvieren.
In der Trophy-Wertung führte weiter die Mannschaft der BRD, vor der ČSSR und der Mannschaft der DDR. Die Schweizer Mannschaft rutschte auf den 10. und damit letzten Platz ab.
Bei der Silbervasenwertung führte die A-Mannschaft vor der der B-Mannschaft der ČSSR und der A-Mannschaft der BRD.
23 Fahrer schieden aus dem Wettbewerb aus.

### 4. Tag
Gefahren wurde die geringfügig auf 301 Kilometer verkürzte Strecke des Vortags in entgegengesetzter Richtung. Das Wetter war morgens bewölkt, die sich gegen Mittag auflöste.
Es waren wieder die gleichen Sonderprüfungen zu absolvieren.
In der Trophy-Wertung führte nach wie vor die Mannschaft der BRD, vor der ČSSR und der Mannschaft der DDR. Die Schweizer Mannschaft lag auf dem letzten Platz.
Bei der Silbervasenwertung führte wie am Vortag die A-Mannschaft vor der der B-Mannschaft der ČSSR und der A-Mannschaft der BRD.
13 Fahrer schieden aus dem Wettbewerb aus.

### 5. Tag
Mit 324,1 Kilometern war die Tagesetappe die längste der Veranstaltung und führte von Douglas durch den flachen Südwestteil der Insel. Das Wetter war weiter spätsomerlich und niederschlagsfrei.
Die Sonderprüfungen waren wie die Tage zuvor eine Beschleunigungsprüfung und eine Geländeprüfung.
In der Trophy-Wertung führte unverändert die Mannschaft der BRD, vor der ČSSR und der Mannschaft der DDR. Die Schweizer Mannschaft belegte nach wie vor den letzten Platz.
Bei der Silbervasenwertung führte ebenso unverändert die A-Mannschaft vor der der B-Mannschaft der ČSSR und der A-Mannschaft der BRD.

### 6. Tag
Die Strecke war mit 160,9 Kilometern die kürzeste der Veranstaltung. Das Wetter war kühl und bedeckt.
Das Abschlussrennen war ein Straßenkurs, der Teile der Isle of Man TT benutzte. Eine Rundkurs von 5 Kilometern musste viermal absolviert werden.
Von 297 am ersten Tag gestarteten Fahrern erreichten 203 das Ziel.

## Endergebnisse

### Trophy
| Platz | Team                            | Strafpunkte | Wertungs-Punkte |
| ----- | ------------------------------- | ----------- | --------------- |
| 1.    | Tschechoslowakei                | 0           | 99,4            |
| 2.    | BR Deutschland                  | 0           | 108,5           |
| 3.    | Deutsche Demokratische Republik | 0           | 339,8           |
| 4.    | Vereinigte Staaten              | 400         | -               |
| 5.    | Niederlande                     | 400         | -               |
| 6.    | Schweden                        | 500         | -               |
| 7.    | Vereinigtes Königreich          | 600         | -               |
| 8.    | Italien                         | 602         | -               |
| 9.    | Spanien                         | 1792        | -               |
| 10.   | Schweiz                         | 2077        | -               |

### Silbervase
| Platz | Team                                           | Strafpunkte | Wertungs-Punkte |
| ----- | ---------------------------------------------- | ----------- | --------------- |
| 1.    | Tschechoslowakei (B-Mannschaft)                | 0           | 264,2           |
| 2.    | Tschechoslowakei (A-Mannschaft)                | 0           | 292,0           |
| 3.    | BR Deutschland (A-Mannschaft)                  | 0           | 333,7           |
| 4.    | Italien (B-Mannschaft)                         | 0           | 605,9           |
| 5.    | Vereinigtes Königreich (B-Mannschaft)          | 0           | 942,5           |
| 6.    | Polen                                          | 4           | 766,5           |
| 7.    | Deutsche Demokratische Republik (B-Mannschaft) | 9           | 470,9           |
| 8.    | Deutsche Demokratische Republik (A-Mannschaft) | 11          | -               |
| 9.    | Schweden                                       | 18          | 1852,6          |
| 10.   | Vereinigte Staaten (A-Mannschaft)              | 75          | 1202,5          |
| 11.   | Italien (A-Mannschaft)                         | 300         | -               |
| 12.   | Finnland (B-Mannschaft)                        | 300         | -               |
| 13.   | BR Deutschland (B-Mannschaft)                  | 301         | -               |
| 14.   | Vereinigtes Königreich (A-Mannschaft)          | 401         | -               |
| 15.   | Irland (A-Mannschaft)                          | 439         | -               |
| 16.   | Niederlande                                    | 500         | -               |
| 17.   | Finnland (A-Mannschaft)                        | 604         | -               |
| 18.   | Kanada                                         | 921         | -               |
| 19.   | Irland (B-Mannschaft)                          | 1012        | 1565,2          |
| 20.   | Spanien (A-Mannschaft)                         | 1181        | -               |
| 21.   | Vereinigte Staaten (B-Mannschaft)              | 1504        | -               |

### Club-Mannschaften
| Platz | Team                     | Strafpunkte | Wertungs-Punkte |
| ----- | ------------------------ | ----------- | --------------- |
| 1.    | SMK Eskjo                | 0           | 9233,9          |
| 2.    | ADAC Gau Hessen          | 0           | 9271,7          |
| 3.    | ADAC Gau Württemberg     | 2           | 9047,2          |
| 4.    | Costa Volpino            | 15          | 9745,7          |
| 5.    | Western Enduro           | 20          | 10211,8         |
| 6.    | SMI                      | 22          | 9228,4          |
| 7.    | Motoclub Bergamo         | 100         | -               |
| 8.    | DMV Landesgruppe Hessen  | 163         | 9820,0          |
| 9.    | ADAC Gau Nordrhein       | 205         | -               |
| 10.   | Holland Oost             | 313         | -               |
| 11.   | Scottish ACU A           | 401         | -               |
| 12.   | ADAC Gau Hansa           | 509         | -               |
| 13.   | Knock MC & CC            | 555         | -               |
| 14.   | ADAC Gau Nord-Baden      | 600         | -               |
| 15.   | Scottish ACU B           | 600         | -               |
| 16.   | Metropolitan Police MCC  | 610         | -               |
| 17.   | ADAC Gau Niedersachsen   | 706         | -               |
| 18.   | ADAC Gau Mittelrhein     | 802         | -               |
| 19.   | MCC of Wales             | 945         | -               |
| 20.   | RAF MCC                  | 1060        | -               |
| 21.   | Army MCA (Royal Marines) | 1094        | -               |
| 22.   | Ramsey & DMC             | 1200        | -               |
| 23.   | Sunbeam MCC              | 1309        | -               |
| 24.   | Holland Nord             | 1338        | -               |
| 25.   | Ndola MCC                | 1343        | 4308,4          |
| 26.   | Dublin & District MCC    | 1600        | -               |

### Fabrik-Mannschaften
| Platz | Team              | Strafpunkte | Wertungs-Punkte |
| ----- | ----------------- | ----------- | --------------- |
| 1.    | Jawa B            | 0           | 8494,9          |
| 2.    | Jawa A            | 0           | 8502,9          |
| 3.    | MZ A              | 0           | 8593,3          |
| 4.    | MZ B              | 0           | 8709,4          |
| 5.    | Jawa D            | 0           | 8721,2          |
| 6.    | Jawa C            | 0           | 8728,7          |
| 7.    | Puch B            | 0           | 8890,6          |
| 8.    | Zündapp A         | 0           | 8955,0          |
| 9.    | KTM A             | 0           | 9068,0          |
| 10.   | Cheney Triumph    | 0           | 9170,6          |
| 11.   | Monark-Crescent A | 0           | 9190,4          |
| 12.   | Ossa              | 0           | 9268,0          |
| 13.   | Puch A            | 0           | 9421,6          |
| 14.   | Monark-Crescent C | 0           | 9840,3          |
| 15.   | Zündapp B         | 0           | 10158,8         |
| 16.   | Ducati B          | 2           | 9465,3          |
| 17.   | KTM B             | 2           | 9529,0          |
| 18.   | Ossa              | 2           | 9681,2          |
| 19.   | MZ C (ADMV)       | 9           | 8829,2          |
| 20.   | Bultaco A         | 9           | 9399,1          |
| 21.   | Simson            | 11          | -               |
| 22.   | Ossa              | 200         | -               |
| 23.   | Bultaco B         | 251         | -               |
| 24.   | Morini A          | 300         | -               |
| 25.   | Monark-Crescent B | 500         | -               |
| 26.   | Morini B          | 500         | -               |
| 27.   | Bultaco A         | 600         | -               |
| 28.   | Ducati A          | 600         | -               |
| 29.   | Dalesman          | 618         | -               |
| 30.   | Jawa              | 627         | -               |
| 31.   | Kawasaki          | 642         | -               |
| 32.   | Bultaco C         | 750         | -               |
| 33.   | M.C.B             | 943         | -               |
| 34.   | Bultaco B         | 1592        | -               |
| 35.   | MZ                | 1656        | -               |

### Einzelwertung
| Klasse  | Starter | Gold | Silber | Bronze | Ausfall | Disqualifikation | Klassensieger (Motorrad)    | Strafpunkte | Wertungs-Punkte |
| ------- | ------- | ---- | ------ | ------ | ------- | ---------------- | --------------------------- | ----------- | --------------- |
| 50 cm³  | 4       | 3    | 1      | 0      | 0       | 0                | Josef Wolfgruber (Zündapp)  | 0           | 0,0             |
| 75 cm³  | 7       | 4    | 2      | 1      | 0       | 0                | Ewald Schneidewind (Simson) | 0           | 0,0             |
| 100 cm³ | 20      | 14   | 1      | 0      | 5       | 0                | H. Beranek (Zündapp)        | 0           | 0,0             |
| 125 cm³ | 66      | 36   | 12     | 5      | 13      | 0                | Heribert Dietrich (Puch)    | 0           | 0,0             |
| 175 cm³ | 56      | 19   | 7      | 5      | 24      | 1                | Erwin Schmider (Zündapp)    | 0           | 0,0             |
| 250 cm³ | 77      | 32   | 13     | 6      | 25      | 1                | Petr Čemus (Jawa)           | 0           | 0,0             |
| 350 cm³ | 25      | 15   | 3      | 0      | 7       | 0                | Květoslav Mašita (Jawa)     | 0           | 0,0             |
| 500 cm³ | 32      | 14   | 3      | 1      | 12      | 2                | Fred Willamowski (MZ)       | 0           | 0,0             |
| 750 cm³ | 10      | 6    | 0      | 0      | 4       | 0                | Heribert Schek (BMW)        | 0           | 0,0             |
| Gesamt  | 297     | 143  | 42     | 18     | 90      | 4                |                             |             |                 |

## Trivia
Mit dem Ndola MCC nahm erstmals eine Clubmannschaft aus Sambia an der Veranstaltung teil. Die drei Fahrer waren H. J. Fulcher (175 cm³), F. H. Row (250 cm³) und B. G. Taylor (250 cm³). Alle drei erreichten jedoch nicht das Ziel.
Aus deutscher Sicht bemerkenswert: Für die Nationalmannschaft der DDR im Trophy-Wettbewerb war seitens des  Allgemeinen Deutschen Motorsport Verbandes (ADMV) Peter Uhlig auf MZ ETS 350 nominiert. Uhlig verstarb jedoch knapp drei Wochen vor Beginn der Sechstagefahrt bei einem Verkehrsunfall. Ersatzweise wurde Klaus Teuchert (mit gleicher MZ) aus der für den Silbervasen-Wettbewerb vorgesehenen B-Mannschaft berufen. Seinen Platz wiederum übernahm der Einzelfahrer Dieter Salevsky, der auf einer Simson GS 100 teilnehmen wollte. Salevsky musste auf die für ihn ungewohnte MZ ETS 350 umsteigen und beendete die Fahrt trotz dieses Handicaps mit dem Gewinn einer Goldmedaille in der Klasse bis 350 cm³.